# Craticulina gussakovskii
Craticulina gussakovskii är en tvåvingeart som beskrevs av Yu. G. Verves 1993. Craticulina gussakovskii ingår i släktet Craticulina och familjen köttflugor.
Artens utbredningsområde är Turkmenistan. Inga underarter finns listade i Catalogue of Life.